# سيكشفهيرفار
سيكشفهيرفار (بالمجرية: Székesfehérvár، ) (بالتشيكية: Sékešfehérvár) هي مدينة مجرية تقع في محافظة فيير وتبعد 65 كيلومترا عن العاصمة بودابست، يقطنها نحو 136,995 نسمة (2010).

## توأمة
لسيكشفهيرفار اتفاقيات توأمة مع كل من:
- ألبا يوليا (1994 - )
- شفايبيش غموند (1991 - )
- ميركورا تشيوك
- بلاغويفغراد
- براتيسلافا
- سان سالفو
- Chorley [الإنجليزية]‏
- كيمي
- أوبولي (28 أكتوبر 1978 - )[24]
- تشنتو
- إزميد
- إردينت
- برمنغهام
- لوهانسك
- زادار
- بانسكا شتيفنيتسا
- ساريوون
- سانت بولتن
- هرادتس كرالوفه

## أعلام
- أندراس الثاني
- لازلو ناجي
- كولومان
- فيكتور أوربان
- غونثر فون روست
- إمريك ملك المجر
- فيرينك كوفاتش
- جولد تسيهر
- أغنيس من أنطاكية
- جيزا غولياس